# Indiumdichtung

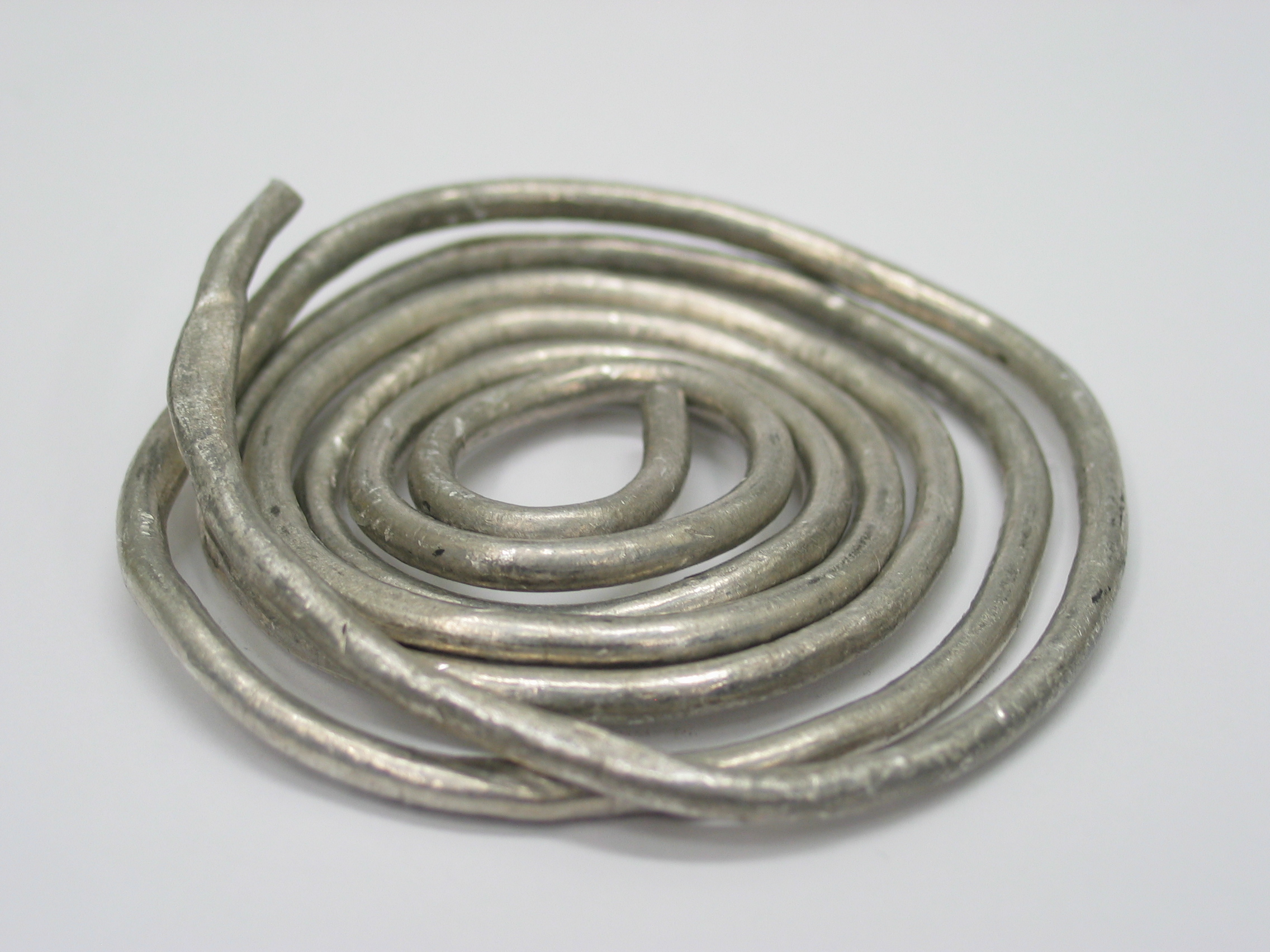
Indiumdraht wie er in Indiumdichtungen verwendet wird

Eine Indiumdichtung ist eine gasdichte, metallene Dichtung aus Indiumdraht, die vorzugsweise beim Bau von Kryostaten verwendet wird.

## Vor- und Nachteile
Bei sehr tiefen Temperaturen können keine Elastomerdichtungen verwendet werden, weil diese spröde werden und ihre Elastizität verlieren. Manche Metalle verlieren diese Eigenschaft auch bei beliebig tiefen Temperaturen nicht, allerdings kann die unterschiedliche Wärmeausdehnung problematisch sein. Das weiche Indium zeichnet sich vor allem durch leichte plastische Verformbarkeit aus. Die ausgezeichnete Dichtheit von Indium, das zwischen zwei härteren Metallen gepresst ist, beruht auf seiner Fähigkeit, in die kleinsten Unebenheiten zu fließen und so die beiden Flansche miteinander zu verkleben.
Nachteil einer Indiumdichtung ist, dass sie im Gegensatz zu einer Elastomerdichtung nicht wiederverwendbar ist. Allerdings ist es im Vergleich zu anderen Metalldichtungen, zum Beispiel Kupfer, sehr viel leichter, aus einer gequetschten Dichtung wieder einen Draht zu formen. Ein weiterer Nachteil ist, dass die zu dichtenden Bauteile regelrecht zusammengeklebt werden. In der Regel benötigt man zusätzliche Gewinde oder Ähnliches, um einen Flansch abdrücken zu können.

## Herstellung
Indiumdraht soll als Dichtmaterial zwischen zwei Flanschen verwendet werden. Dazu wird der Draht in die Nut gelegt, wobei sich die beiden Enden, gegebenenfalls angeschrägt, überlappen. Die Nut ist so dimensioniert, dass das Indium volumenmäßig nicht vollständig hineinpasst. Der andere Flansch mit glatter Dichtfläche wird mit Schrauben gleichmäßig angepresst. Nach einiger Zeit, wenn das Indium noch etwas geflossen ist, sind die Schrauben wiederholt anzuziehen. Da die Rückstellkräfte des Indiums sehr gering sind, wird empfohlen, statt die Gewinde nachzuziehen, eine permanente Vorspannung, etwa mit Tellerfedern, einzubauen. Die so hergestellte Dichtung ist Ultrahochvakuum-tauglich (UHV) und verliert diese Eigenschaft auch nicht beim Abkühlen beliebig nahe dem absoluten Nullpunkt. Der Vorteil dieser Verbindung ist, dass sie lösbar ist. Dafür sollte aber einer der beiden Flansche durchgehende Gewinde besitzen, so dass der andere Flansch mit Schrauben abgedrückt werden kann. Das verformte Indium kann aus der Nut genommen werden und muss durch neuen Draht ersetzt werden.
Bei erstmaliger Verwendung einer Indiumdichtung bei einem neuen Bauteil empfiehlt es sich, den Bereich sehr dünn mit Vakuumfett einzufetten, da andernfalls das Indium nur sehr schwer oder gar nicht mehr zu entfernen ist.